# Amauromyza knowltoni
Amauromyza knowltoni är en tvåvingeart som beskrevs av Spencer 1986. Amauromyza knowltoni ingår i släktet Amauromyza och familjen minerarflugor.
Artens utbredningsområde är Utah. Inga underarter finns listade i Catalogue of Life.